# Brachylophus bulabula
Brachylophus bulabula, cunoscut sub denumirea comună iguana bandată din Fiji Centrală, este o specie de iguanidă endemică pe insulele centrale și nord-vestice ale arhipelagului fijian, precum Ovalau, Kadavu și Viti Levu. Aceasta trăiește în pădurile tropicale umede, fiind descrisă științific în 2008 de un grup de cercetători de la Universitatea Națională Australiană, pe baza unor analize morfologice și genetice. Reprezintă una dintre puținele specii de iguanide existente în afara Americii și una dintre cele mai izolate geografic în cadrul familiei Iguanidae.   
Inițial populația de pe Insula Gau a fost atribuită acestei specii, însă în 2017 a fost reclasificată ca specie distinctă, B. gau, după studii amănunțite. Aceste iguane pot atinge lungimi de până la 60 cm, cu o durată medie de viață de 10-15 ani în sălbăticie, deși exemplarele din captivitate pot depăși 25 de ani. Habitatul preferențial îl constituie insulele Viti Levu, Vanua Levu, Ovalau, Viwa și Kadavu, situate la altitudini cuprinse între 200 și 520 m, unde temperatura variază între 24–35 °C.
Specia prezintă un dimorfism sexual pronunțat: masculii au o colorație verde-strălucitor cu dungi transversale albastre, în timp ce femelele au dungi albe pe un fond verde mai discret.

## Taxonomie și etimologie
Denumirea genului, Brachylophus, derivă din cuvintele grecești brachys (βραχυς) – „scurt” și lophos (λοφος) – „creastă”, făcând referire la creasta spinulată și compactă de pe regiunea dorsală a speciei. Epitetul specific, bulabula, este o dublare a cuvântului fijian pentru salut – bula.
Specia este înrudită filogenetic cu Brachylophus vitiensis (iguana crestată din Fiji), diferențele taxonomice fiind stabilite pe baza analizei ADN-ului mitochondrial la 61 de exemplare colectate din 13 insule.
Se presupune că toate speciile din acest gen au evoluat din strămoși care au traversat Pacificul plutind pe plute vegetale, parcurgând aproximativ 9.000 km dinspre Americi, unde trăiesc cele mai apropiate rude ale lor – iguanidele din genul Iguana și Ctenosaura. O teorie alternativă sugerează o migrație din Asia de Sud-Est, pe poduri terestre dispărute.

## Reproducere
Iguanele bandate din Fiji Centrală ating maturitatea sexuală la vârsta de 3-4 ani. Masculii atrag femelele prin ritualuri complexe, inclusiv extinderea ritmică a limbii și mișcări distinctive ale capului, acompaniate de vibrații corporale. Femela depune o pontă mică, de obicei 5–7 ouă, într-un cuib săpat în solul umed, cu o perioadă de incubație lungă de 7–9 luni.

## Dietă
Aceste iguane sunt strict erbivore, hrănindu-se cu frunze, fructe și flori – în special ale speciei Vau (Hibiscus tiliaceus), banane și papaya. În perioadele de penurie alimentară, pot recurge la alte plante native, adaptându-se sezonier la resursele disponibile. Puii pot include insecte în dietă, dar adulții le evită.